# Кропоткин, Андрей Александрович Меньшой
Князь Андрей Александрович Кропоткин Меньшой — воевода на службе у московского великого князя Василия III.

## Происхождение и семья
Князь из рода Кропоткиных, из рода князей Смоленских – Рюрикович в XX колене.  Единственный сын Александра Дмитриевича Кропоткина и внук Дмитрия Васильевича Смоленского по прозвищу Кропотка.

## Служба
В 1500 году послан вторым воеводою войск правой руки на помощь казанскому царю против пришедших к Казани татарских войск. В 1501-1502 годах второй воевода войск правой руки в шведском походе. В 1508 году третий воеводой в Сыренске. В 1515 году первый воевода в походе из Ржева на Литву. В 1519 году первый воевода войск левой руки в походе на Литву. В августе 1521 года послан четвёртым воеводою из Воронича в Торопец на помощь местным воеводам. В 1524 году отправлен вторым воеводою конной рати войск левой руки на Казань и в 20 верстах от города при реке Свияж казанские войска разгромил, а горожан усмирил. В 1526 году второй воевода судовой рати войск левой руки в походе к Казани.

## Семья
От брака с неизвестной имел детей:
- Князь Кропоткин Иван Андреевич — сын боярский и голова.
- Князь Кропоткин Тимофей Андреевич — воевода.

## Критика
В Российской родословной книге П.В. Долгорукова у князя Андрея Александровича показано два сына, князья: Иван и Тимофей, то же самое указано в родословной книге М.Г. Спиридова. В родословной книге из собрания М.А. Оболенского у князя Андрея Александровича в одном месте по родословной росписи (стр. 45) указано пять сыновей: Иван, Тимофей, Андрей, Юрий и Пётр, у которых только Иван Андреевич продолжил род, а в другом месте (стр. 158) по родословной росписи указано два сына: князья Иван и Тимофей. Ни в одном из перечисленных источников князь Андрей Александрович не указан с прозвищем — Меньшой.